# Veni Vidi Vici
Veni Vidi Vici fue un dueto español de rock/pop. Su etapa en la cúspide ocurrió en España, durante la Movida Madrileña y en México durante el movimiento Rock en tu idioma.

## Historia

### Primeros años
Después de colaborar con varias bandas madrileñas, tales como Magia Blanca y Obús, así como producir varios discos, Javier Losada decide juntarse con su compañero Daniel Maroto para formar Veni Vidi Vici y ver cumplido su sueño: formar un grupo.

### El primer LP
En 1987, sale a la luz el álbum Alea jacta est: la suerte ya está echada. La frase Alea jacta est (en español «la suerte está echada»), hace referencia a una locución latina que se cita cuando se toma una decisión arriesgada después de haber vacilado largo tiempo, como era el caso de ellos. Ellos fueron de los primeros grupos en utilizar en España los nuevos sintetizadores y samples Akai, S900 con los que manipulaban y digitalizaban el sonido. De este material se desprenden varios temas, entre los que destacan Tal vez, Dime y el más conocido de todos 'Viviendo de noche', su gran éxito. Esta canción sería posteriormente versionada por otros grupos españoles como Terapia Nacional. Fue grabado en diferentes estudios y producido por ellos mismos para PM Records. 

#### Viviendo de noche
"Viviendo de noche" es indiscutiblemente la canción más famosa del grupo, la canción ocupa la posición #43 de la lista de las 100 mejores canciones de los ochenta en México por el canal VH1 Latinoamérica.

### Todo es azul
En 1989 publican Todo es azul, material sin gran repercusión grabado en los estudios Quarzo y Solera Discos. Vuelve a ser producido por ellos mismos, junto con Mariano Losada, para el sello Twins. Del mismo estilo que el anterior, no llegaron a alcanzar el éxito de su predecesor y pasó totalmente desapercibido. Un año después, los sellos Twins, Dro y Gasa, editan un triple recopilatorio, con un disco por sello, en el que aparece el tema 'La soledad', perteneciente al segundo disco. En México fue editado en por la Compañía Fonográfica Internacional ese mismo año.

### Separación, los 90 y actualmente
Debido a la falta de apoyo de su disquera y de grabar un material sin gran repercusión, el dueto se disuelve en 1990. 
Durante los 90, ambos colaboraron con otros músicos como Rosana. Actualmente sus ex - integrantes siguen en la industria de la música, como productores o arreglistas.

## Discografía

### Álbumes de estudio
- 1987: Alea jacta est: la suerte ya está echada (PM Records)
- 1989: Todo es azul (Twins Records)[2]